# Філіпп Буасс
Філіпп Буасс (фр. Philippe Boisse, нар. 18 березня 1955, Нейї-сюр-Сен, Франція) — французький фехтувальник на шпагах, дворазовий олімпійський чемпіон (1980 та 1984 роки), срібний призер (1984 рік) Олімпійських ігор, триразовий чемпіон світу.

## Виступи на Олімпіадах
| Олімпіада         | Дисципліна          | Місце |
| ----------------- | ------------------- | ----- |
| Монреаль 1976     | індивідуальна шпага | 9     |
| Монреаль 1976     | командна шпага      | 9     |
| Москва 1980       | індивідуальна шпага | 9     |
| Москва 1980       | командна шпага      | 1     |
| Лос-Анджелес 1984 | індивідуальна шпага | 1     |
| Лос-Анджелес 1984 | командна шпага      | 2     |